# Mandarinia defasciata
Mandarinia defasciata är en fjärilsart som beskrevs av Clayton Dissinger Mell 1942. Mandarinia defasciata ingår i släktet Mandarinia och familjen praktfjärilar. Inga underarter finns listade i Catalogue of Life.